# Agrionoptera insignis
Agrionoptera insignis е вид водно конче от семейство Libellulidae. Видът е незастрашен от изчезване.

## Разпространение
Разпространен е в Австралия (Куинсланд, Нов Южен Уелс и Северна територия), Бруней, Индия (Никобарски острови), Индонезия (Бали, Калимантан, Малки Зондски острови, Малуку, Папуа, Суматра и Ява), Лаос, Малайзия (Западна Малайзия, Сабах и Саравак), Мианмар, Нова Каледония, Папуа Нова Гвинея, Провинции в КНР, Сингапур, Соломонови острови, Соломонови острови, Тайван, Тайланд, Филипини и Япония (Кюшу).

## Описание
Популацията на вида е стабилна.